# EGO Engine
EGO Engine (auch EGO Game Technology Engine) ist eine Spiel-Engine von Codemasters.
Sie ist eine modifizierte Version der Neon-Game-Engine, welche in Colin McRae: Dirt benutzt wurde. EGO Engine wurde von Codemasters und Sony Computer Entertainment entwickelt.

## Spiele auf Basis von EGO Engine

### Version 1.0
- Colin McRae: Dirt (2007)
- Race Driver: GRID (2008)
- Colin McRae: DiRT 2 (2009)
- F1 2009 (2009)
- Operation Flashpoint: Dragon Rising (2009)

### Version 1.5
- F1 2010 (2010)

### Version 2.0
- Operation Flashpoint: Red River (2011)
- DiRT 3 (2011)
- F1 2011 (2011)
- Dirt: Showdown (2012)
- F1 2012 (2012)
- F1 Race Stars (2012)

### Version 2.5
- Dirt Rally (2015)

### Version 3.0
- Grid 2 (2013)
- F1 2013 (2013)
- Grid Autosport (2014)
- F1 2014 (2014)

### Version 4.0
- F1 2015 (2015)
- F1 2016 (2016)
- F1 2017 (2017)
- Dirt 4 (2017)
- F1 2018 (2018)
- F1 2019 Anniversary (2019)
- Dirt Rally 2.0 (2019)
- Grid (2019)
- F1 2020 (2020)
- F1 2021 (2021)
- F1 22 (2022)
- F1 23 (2023)
- F1 24 (2024)
- F1 25 (2025)